# Sarcostemma bilobum
Sarcostemma bilobum là một loài thực vật có hoa trong họ La bố ma. Loài này được Hook. & Arn. miêu tả khoa học đầu tiên năm 1841.